# Білий пудель
«Бі́лий пу́дель» (рос. «Белый пудель») — український радянський художній фільм 1955 року, створений на Одеській кіностудії. Екранізація однойменного оповідання Олександра Купріна. 
Прем'єра відбулася у жовтні 1956 року.

## Сюжет
Дія фільму відбувається в Криму на березі Чорного моря. Старий шарманщик і юний  акробат Сергій, дванадцятирічний хлопчик, разом з їх вірним другом розумним пуделем Арто виступають перед публікою — курортниками і дачниками. Своїми нескладними, але щирими виступами трупа заробляє собі гроші на скромне життя.

## У ролях
- Віктор Кольцов — дідусь Лодижкін
- Володя Поляков — Сергій, акробат
- Наталія Гицерот — пані Обольянінова
- Олександр Антонов — двірник
- Толя Фрадис — барчук
- Георгій Мілляр — слуга Іван
- Тетяна Баришева — няня
- Семен Свашенко — бродяга
- Микола Чистяков — лікар
- В епізодах: Ольга Бєлкіна, Н. Кабакова (Капочка), Надія Мерцалова, Валентина Куценко (рибалка), Роман Ширман, Михайло Глузський (немає в титрах), Галина Левченко (немає в титрах).

## Знімальна група
- Автори сценарію: Георгій Гребнер, Григорій Гребньов[джерело?] (немає в титрах)
- Режисери-постановники: Маріанна Рошаль, Володимир Шредель
- Оператор-постановник: Андрій Болтянський
- Художники-постановники: Йосип Юцевич, В. Романеєв
- Художник-декоратор: С. Жаров
- Композитор: Олексій Муравльов
- Звукооператор: Г. Колесников
- Режисер: К. Жуковський, асистент режисера — В. Кашурін
- Оператори: М. Меркель, Л. Проскуров; асистенти оператора: Юрій Малиновський, А. Мосієнко
- Художник-гример: А. Сааджан
- Монтажер: О. Харькова
- Асистент художника: Зетта Лагутіна
- Комбіновані зйомки: оператор — Георгій Шуркін, художник — І. Міхельс
- Директор картини: В. Дмитрієв

## Технічні дані
- УРСР, 1955,
- Одеська кіностудія, кіноповість
- Кольоровий, 70 хв.
- Оригінальна мова — російська